# Mengniu Dairy
Die China Mengniu Dairy Company Limited (chinesisch 蒙牛, Pinyin Měngniú) ist ein börsennotiertes chinesisches Produktions- und Vertriebsunternehmen für Milchprodukte und Speiseeis. Der Hauptsitz des Unternehmens befindet sich in Hohhot in der Inneren Mongolei. Der Name Mengniu bedeutet wörtlich „mongolische Kuh“. Inländischer Hauptkonkurrent ist Yili.

## Geschichte
Der Eigentümer und Gründer von Mengniu ist Niu Gensheng, ein ehemaliger Angestellter von Yili, einem anderen Milchgiganten, der heute Mengnius größter Konkurrent ist. Er gründete das Unternehmen 1999 und dank des zunehmenden Konsums von Milchprodukten in der wachsenden chinesischen Mittelklasse konnte das Unternehmen rasch expandieren. Im Jahr 2002 unterzeichneten Morgan Stanley, CDH Investments und China Capital Partners eine Vereinbarung mit Mengniu über die Investition von 26 Mio. US-Dollar für einen Gesamtanteil von 32 % an dem Unternehmen. Mengniu wurde dann im Juni 2004 an der Hong Kong Stock Exchange notiert. Im Juli 2009 verkaufte Mengniu einen Anteil von 20 % an ein Konsortium, das von der staatlichen COFCO, Chinas größtem Importeur und Exporteur von Lebensmitteln, geführt wurde. Dieser Verkauf machte den chinesischen Staat zum größten Einzelaktionär.
Das Unternehmen gehörte zu den beteiligten Unternehmen im Chinesischen Milchskandal von 2008, bei dem erhöhte Werte von Melamin in Milchprodukten verschiedener chinesischer Hersteller gefunden wurden. Die gepanschten Lebensmittel wurden aber 2008 auch in Säuglingsnahrung verwendet und führten zu Nierensteinen und massivem Nierenversagen, sodass knapp 300.000 Babys erkrankten und sechs Säuglinge starben. Der Handel mit Mengniu-Aktien an der Hong Kong Stock Exchange wurde am 17. September als Folge des Skandals vorübergehend eingestellt, nachdem sie zuvor um 60 % eingebrochen waren. Im Gegensatz zum Konkurrenten Sanlu überlebte das Unternehmen allerdings den Skandal.
2019 übernahm das Unternehmen den australischen Babynahrungshersteller Bellamy’s Organic und den australienweit zweitgrößten Milchverarbeiter Lion Dairy & Drinks. Dies wurde als Versuch interpretiert, das Geschäft des Unternehmens ins Ausland zu diversifizieren.

## Produkte
Mengnius Produkte umfassen flüssige Milchprodukte wie ultrahitzebehandelte Milch (UHT), Joghurt und Milchgetränke, Eiscreme und andere Milchprodukte wie Milchpulver und Milchtabletten. Im Geschäftsjahr zum 31. Dezember 2015 betrieb das Unternehmen 33 Produktionsstätten mit einer jährlichen Gesamtproduktionskapazität von 8,68 Millionen Tonnen. China Mengniu Dairy Company Limited ist in drei Segmenten tätig: dem Segment für flüssige Milchprodukte, das verarbeitete UHT-Milch, Milchgetränke und Joghurt herstellt und vertreibt; das Segment für Speiseeisprodukte, das Speiseeisprodukte herstellt und vertreibt, und das Segment für Milchprodukte, das verarbeitete Milchpulver- und Milchtablettenprodukte herstellt und vertreibt.

## Sponsoring
2017 wurde Mengniu offizieller Sponsor des Fußball-Weltverbands FIFA. Mengniu gehörte auch zu den Sponsoren der Fußball-Weltmeisterschaft 2018.